# كهن بنتشرك (اسماعيلي كرمان)
کهن بنتشرك (بالفارسية: کهن پنچرک) هي منطقة سكنية تقع في إيران في منطقة إسماعيلي. يقدر عدد سكانها بـ 0 نسمة بحسب إحصاء 2016.